# S-expansión de álgebras de Lie
La S-expansión de álgebras de Lie o simplemente, S-expansión, es un procedimiento matemático que consiste en evaluar el producto directo entre un semigrupo abeliano y la base de un álgebra de Lie, conjunto con el cual es posible generar una nueva álgebra de Lie.